# باغ پرندگان بالی

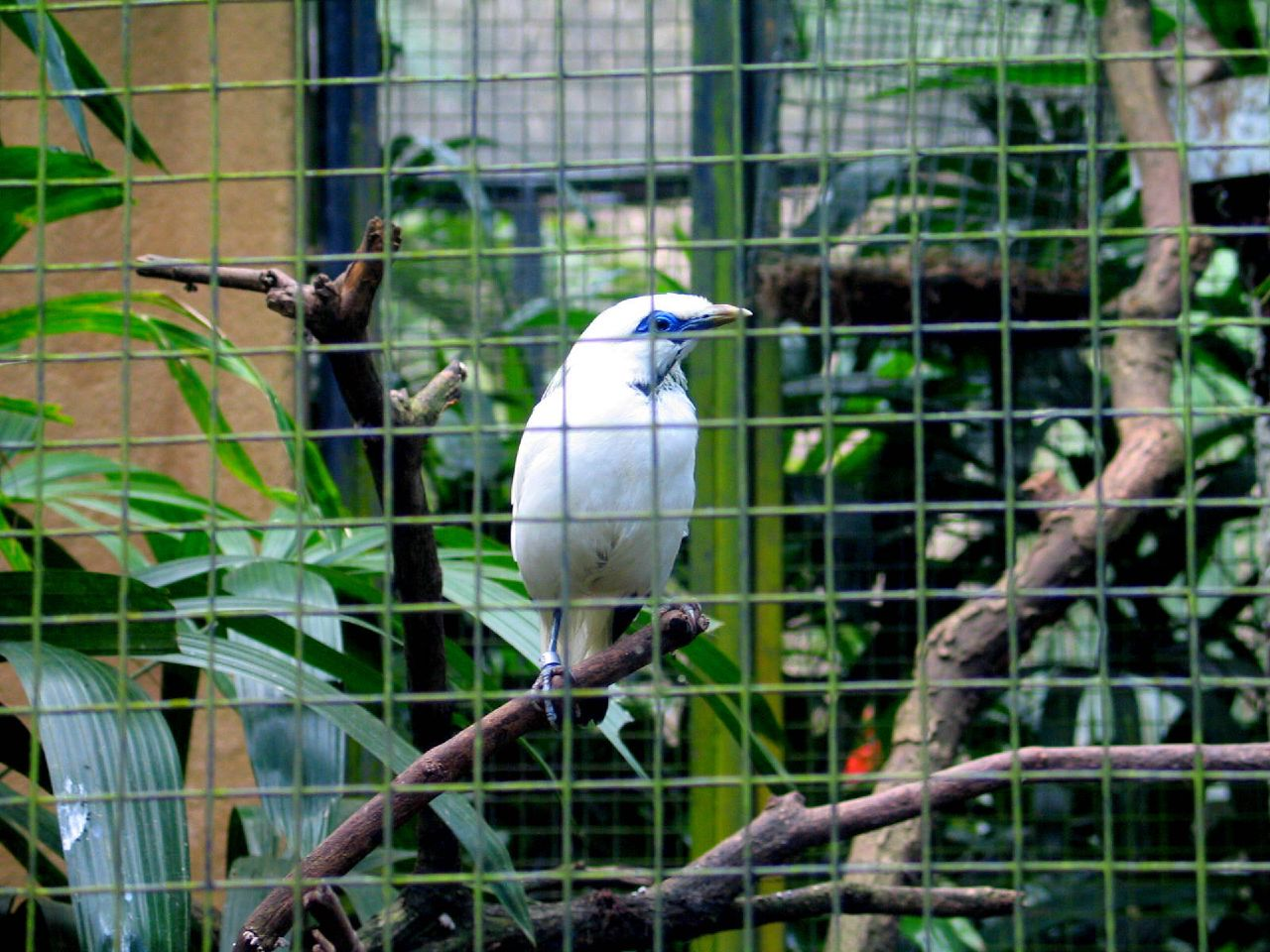
مینای بالی درون قفس

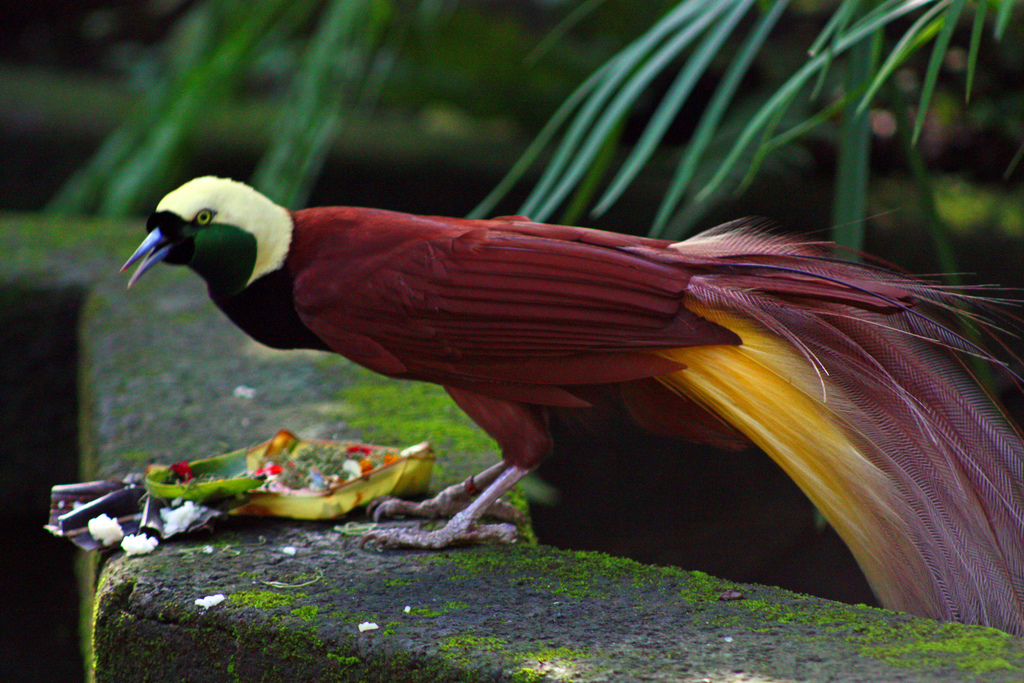
مرغ بهشت بزرگ در باغ پرندگان

باغ پرندگان بالی (به انگلیسی: Bali Bird Park) (اندونزیایی: Taman Burung Bali) یک جاذبه گردشگری در استان بالی، اندونزی است. باغ پرندگان بالی در ناحیه گیانیار (Gianyar Regency) واقع شده است و مساحت آن بالغ بر ۲ هکتار می‌باشد. این مکان، محل نگهداری بیش از ۱۳۰۰ پرنده و نمایانگر بیش از ۲۵۰ گونه است که درون یک پرنده‌گاه حصارکشی شده قرار دارند.

## امکانات
- رستوران بالی استارلینگ
- بخش بازی کودکان
- کافه ‌رینی فارست
- فروشگاه سیبون
- پارکینگ ماشین